# 5D国际象棋
《5D国际象棋》是一款由美国Thunkspace工作室开发，发布在Windows平台上的国际象棋变体电子游戏。

## 玩法

### 模式
目前遊戲開發出了如下模式：
1. 離線對弈：玩家可以在離線模式下挑戰AI，AI目前有4個難度等級：教練員（簡單模式）、正常模式、侵略型（困難模式）、平衡型（困難模式）。遊戲模式除了常规8×8棋盘，還有4×4（英语：Minichess）、5×5、6×6以及7×7等預設棋盤，並有殺單王殘局訓練和單兵種對戰等模式。
2. 在線對弈：玩家可以和其他玩家線上對抗，預設遊戲模式與離線對弈的相同。玩家可設定先後手以及棋鐘[1]。玩家可創設公共房間或者私人房間。
3. 解謎模式：遊戲預設了多種排局（一步殺或者兩步殺）供玩家離線挑戰，旨在讓玩家熟悉走子規則以及殺王技巧。

### 棋子走法
標準對戰模式下，各個棋子基本承襲一般的國際象棋走法，特殊著法如王車易位、吃過路兵、兵的升變也被保留。但是棋子穿越時間線的規則是另行設計的。設計原理如下：虽然游戏名为「5D国际象棋」，实际游玩时只用到四个维度（因為棋盤是二維平面），分别是t轴（回合）、l轴（時間線）、x軸和y軸（棋盤）。一般國際象棋中的車在棋盤中可以橫走或直走，相當於在沿著x軸或y軸移動。5D國際象棋的車還可以沿著時間軸（t轴或l轴）移動，亦即把自己移動到另一個時間線或者之前回合的棋盤上的相同位置。象的斜行等價於沿著x軸和y軸同時走相同的步數，可以擴展為沿著任意兩個軸線同時走相同的步數。后可以沿著任意軸線同時移動任意步數。王的走法和后類似，但是每次只能走1格。馬的走法是先沿著一條軸線走2格，再沿著另一條軸線走1格，反之亦可。兵第一步可前进1格或2格，以後每次只能前进1格，這裏的「前」可以是沿著l軸方向。兵的吃子除了常規的斜行1格，也可以在條件允許時沿著t軸的「左」或「右」吃子。兵、車、象和后都不能越過其他棋子。
遊戲另外設計了6枚非標準模式下的棋子：
1. 獨角獸（unicorn）：可以沿著體對角線（triagonal）移動，亦即同時在3條軸上移動相同的步數。
2. 龍（dragon）：可以沿著四維對角線（quadragonal）移動，亦即同時在4條軸上移動相同的步數。
3. 蠻兵（brawn）：可以沿著任意維度的對角線「向前」1格吃子，其餘走法和兵相同。
4. 公主 （princess）：同時具有象和車的移動方式，亦即同時在2條軸上移動相同的步數，或者僅在1條軸上移動。
5. 女王 （royal queen）：移動方法同后，但是被捉即輸掉對局。
6. 普通王（common king）：移動方法同王，但是被捉不會輸掉對局。

當玩家選定棋子後，遊戲界面會自動顯示所有合規則的走法。想要移動其他棋子需要先取消選擇當前棋子。在點擊「提交回合」之前，玩家可以多次選定棋子並嘗試走法，允許悔棋。

### 平行宇宙規則
每當玩家走子，系統就會生成一個新的棋盤，而走子之前的棋盤會保留。當一方玩家把己方的一個棋子移動到另一個棋盤上時，就會生成一條新的時間線，並開啟一個新的「平行宇宙」。把棋子移動到之前回合的棋盤不會改變過去，只會出現一條新的分支。一方最多只能比對手開啟多2條時間線，多出來的時間線會被「凍結」，雙方不能走子。
當一個新的世界線生成之後，玩家必須在各條激活狀態下的時間線上分別走子，直到各條時間線上的棋盤都處於「當下」（the present）這個時間點。

### 勝負和
勝負判定標準：
1. 任意時間線上的一個或多個王被將死。
2. 一方認輸。

由於過去時間線不能更改，只能產生新分支，所以對過去時間線的一個或多個王照將，只能吃掉將軍的棋子，否則王會被將死。
由於王可以跨越時間線移動，所以在常規棋局裏被將死的王可以躲避到其他時間線避免輸棋，但如果一個棋盤出現多個王則會增加被將死的概率。
和棋判定標準：
1. 逼和：如果将要行棋的一方没有合法的走法，但又没有被将軍，那么这种情况是逼和。棋局自动被判为和局。
2. 死局：所有時間線下，雙方所剩子力均無法將死對方。
3. 三次重复情况：如果一个完全相同的情况刚刚在棋盘上出现第三次，而且接下来将要行棋的一方也都相同，或者是在行棋一方走子之后将要出现第三次重复情况，那么行棋的一方可以要求和局。
4. 50步规则：如果在之前双方的50步棋中，没有兵被移动，也没有吃子，那么双方都可以要求和局。
5. 协议和局：一方提出和棋要求，并得到另一方的同意。

## 发布
该游戏于2020年7月22日在Steam上发布。

## 评价
Kotaku的评论家内森·格雷森（Nathan Grayson）称这款游戏非常出色。